# 戊子风雪同仁堂

《戊子风雪同仁堂》是宮曉東执导的电视剧，2008年出品，共30集，该作品主要讲述的是1949年中国全年解放前，和同仁堂的有关的几家人的故事。

## 剧情简介
故事发生在1949年北平和平解放前30天，同仁堂药店却遭遇了歇业的危机，为了不让同仁堂就此关闭，二掌柜樂柏年决定通过自己的努力来让药店继续经营下去。
而与此同时，对同仁堂虎视眈眈的其他一部分人也打算用一些方式来让同仁堂药店成为自己的产物。
不过后来，在樂柏年的选择下，所有人开始对药店等东西有了正确的看法……

## 演员表
- 王學圻 [3][4]饰演 樂柏年
- 周舟 饰演 黃家才
- 張紹榮 饰演 樂柏壽
- 馬羚 饰演 蔡夫人
- 黃雋秋 饰演 董天嬌
- 蓋克 饰演 孫亞萍
- 謝剛 饰演 楊冠雄
- 孫滔 饰演 大查櫃
- 龔麗君 饰演 陳玉婷
- 胡宗琪 饰演 樂柏松
- 萬弘傑 饰演 張友鵬
- 欒妹玫 饰演 李淑贤
- 鄭邦玉 饰演 樂柏齡
- 王宗林 饰演 徐世林
- 茅菁 饰演 李夏
- 杨光 饰演 樂小珊
- 李呈媛 饰演 樂蓮珊
- 杜俊澤 饰演 孫浩

## 评价
- 人民网认为该剧剧情很好，并且人物也各有各的特色。
- 搜狐网评价该剧中的亮点为感情戏等内容。[5]
- 网易评价该剧演技很好[6]

## 相關連結
- 豆瓣电影上《戊子风雪同仁堂》的資料 （简体中文）

1. ↑  .   [2022-06-25]. （原始内容存档于2021-03-01）.
2. ↑  .   [2022-06-25]. （原始内容存档于2021-02-26）.